# Arichanna curvaria
Arichanna curvaria là một loài bướm đêm trong họ Geometridae.